# کاراته در المپیک تابستانی ۲۰۲۰ – ۵۵ کیلوگرم زنان
مسابقات کومیته ۵۵ کیلوگرم زنان در کاراته در بازی‌های المپیک تابستانی ۲۰۲۰ در ۵ اوت ۲۰۲۱ در نیپون بودوکان برگزار شد.

## قالب
این مسابقه در یک مرحله گروهی در دو گروه و سپس در یک مرحله حذفی انجام می‌شود. هر گروه متشکل از پنج یا چهار ورزشکار است. ورزشکاری که در گروه A اول می‌شود در مرحله نیمه‌نهایی با ورزشکاری روبرو می‌شود که در گروه B دوم می‌شود و بالعکس. هیچ مسابقه‌ای برای مدال برنز در مسابقات کومیته وجود نخواهد داشت. بازندگان نیمه‌نهایی هر کدام یک مدال برنز دریافت می‌کنند.

## تقویم
همه زمان‌ها به وقت محلی است (UTC+9).
| تاریخ               | زمان                    | مرحله                                                       |
| ------------------- | ----------------------- | ----------------------------------------------------------- |
| پنجشنبه، ۵ اوت ۲۰۲۱ | ۱۷:۰۰ ۲۰:۲۲ ۲۰:۵۰ ۲۱:۰۰ | مرحله گروهی نیمه‌نهایی مسابقه برای مدال طلا مراسم اهدای مدال |

## نتایج

### مرحله گروهی

#### گروه A
| رتبه | ورزشکار             | بازی | برد | تساوی | باخت | امتیاز | صلاحیت    |
| ---- | ------------------- | ---- | --- | ----- | ---- | ------ | --------- |
| ۱    | ایوت گورانووا (BUL) | ۳    | ۳   | ۰     | ۰    | ۶      | نیمه‌نهایی |
| ۲    | ون زو-یون (TPE)     | ۳    | ۲   | ۰     | ۱    | ۴      | نیمه‌نهایی |
| ۳    | سارا بهمنیار (IRI)  | ۳    | ۱   | ۰     | ۲    | ۲      |           |
| ۴    | سراپ اوزچلیک (TUR)  | ۳    | ۰   | ۰     | ۳    | ۰      |           |

#### گروه B
| رتبه | ورزشکار                 | بازی | برد | تساوی | باخت | امتیاز | صلاحیت    |
| ---- | ----------------------- | ---- | --- | ----- | ---- | ------ | --------- |
| ۱    | آنژلیکا ترلیوگا (UKR)   | ۴    | ۲   | ۲     | ۰    | ۶      | نیمه‌نهایی |
| ۲    | بتینا پلانک (AUT)       | ۴    | ۲   | ۱     | ۱    | ۵      | نیمه‌نهایی |
| ۳    | میهو میاهارا (JPN)      | ۴    | ۲   | ۰     | ۲    | ۴      |           |
| ۴    | مولدیر ژانگبیربای (KAZ) | ۱    | ۱   | ۲     | ۳    | ۳      |           |
| ۵    | رادوا سید (EGY)         | ۴    | ۱   | ۰     | ۳    | ۲      |           |

### مرحله حذفی
|  | نیمه نهایی | نیمه نهایی            | نیمه نهایی |  |  | نهایی                 | نهایی                 | نهایی |
|  |            |                       |            |  |  |                       |                       |       |
|  | A1         | ایوت گورانووا (BUL)   | ۴          |  |  |                       |                       |       |
|  | B2         | بتینا پلانک (AUT)     | ۳          |  |  | ایوت گورانووا (BUL)   | ایوت گورانووا (BUL)   | ۵     |
|  | B1         | آنژلیکا ترلیوگا (UKR) | ۴          |  |  | آنژلیکا ترلیوگا (UKR) | آنژلیکا ترلیوگا (UKR) | ۱     |
|  | A2         | ون زو-یون (TPE)       | ۴          |  |  |                       |                       |       |
|  |            |                       |            |  |  |                       |                       |       |
|  |            |                       |            |  |  |                       |                       |       |
|  |            |                       |            |  |  |                       |                       |       |